# Kriegsschauplatz

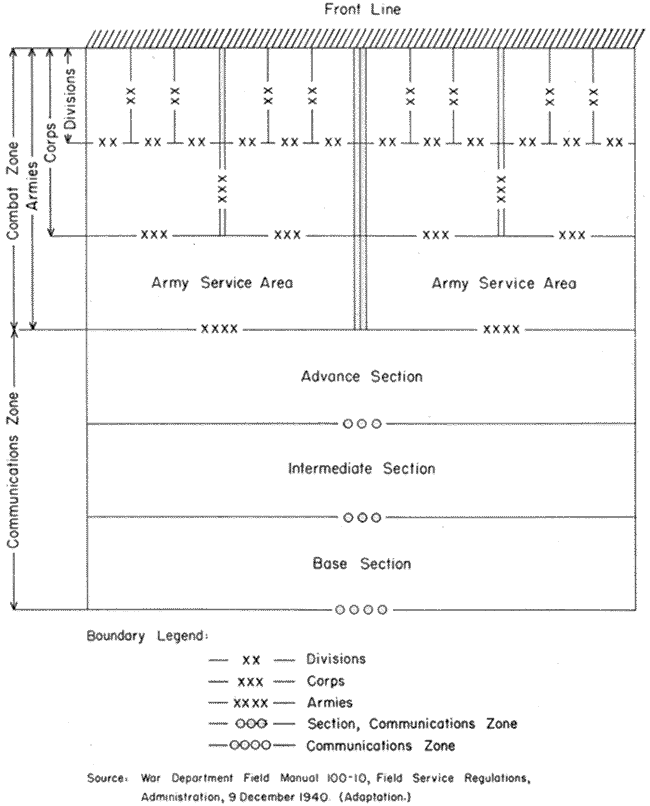
Einteilung eines Kriegsschauplatzes nach einem Schaubild des amerikanischen Kriegsministeriums von 1940

Ein Kriegsschauplatz ist ein Landgebiet mit angrenzenden Randmeeren und dem darüber befindlichen Luftraum oder ein Seegebiet mit Inseln und angrenzenden Festlandsküsten und dem darüber befindlichen Luftraum, in dem Streitkräfte zum Zwecke des Krieges bewegt werden und Kampfhandlungen zwischen Streitkräften verschiedener Staaten stattfinden.

## Strategische Bedeutung
Das gesamte Kriegsgebiet wird in verschiedene Kriegsschauplätze unterteilt, wenn in räumlich getrennten Gebieten, Operationen oder Gefechte von Streitkräften desselben Landes stattfinden, die sich aufgrund der räumlichen Trennung nicht mehr auf taktischer oder operativer Ebene gegenseitig beeinflussen, sondern nur noch auf strategischer Ebene Einflüsse aufeinander ausüben.
Häufig werden auf den verschiedenen Kriegsschauplätzen unabhängig von eigenen Truppenkommandos Oberbefehlshaber eingesetzt, die die Gesamtverantwortung im jeweiligen Kriegsgebiet tragen. Im Zweiten Weltkrieg hatten die Alliierten als Oberbefehlshaber auf dem europäischen Kriegsschauplatz General Dwight D. Eisenhower, während der pazifische Kriegsschauplatz von General Douglas MacArthur und Admiral Chester W. Nimitz geleitet wurde.
Je nach Intensität der Auseinandersetzungen auf den verschiedenen Kriegsschauplätzen, oder in Abhängigkeit von der Menge der den verschiedenen Kriegsschauplätzen zugewiesenen Truppen und Mitteln, können Haupt- und Nebenkriegsschauplätze unterschieden werden. Diese Unterscheidung wurde im Ersten Weltkrieg eingeführt, analog zu anderen Einteilungen (vgl. Hauptkampflinie).

## Kampfzone und Verbindungszone
Die Einteilung des Kriegsgebiets in Kriegsschauplätze dient auch der militärischen Ordnung des Raumes. Dabei werden die Kriegsschauplätze selbst in eine feindwärts gelegene Kampfzone und eine rückwärts gelegene Verbindungszone unterteilt. In der Kampfzone (NATO-Begriff: Combat Zone) führen die Armeegruppen mit ihren Großverbänden (Korps, Divisionen, Brigaden) die Gefechte und Operationen. In der Verbindungszone (NATO-Begriff: Communications Zone) befinden sich unter anderem auch die Aufmarschwege und zentralen Versorgungseinrichtungen. Jeder Kriegsschauplatz hat seine eigene Operationsbasis und verfügt über eigene Operationslinien, die in der Verbindungszone enden.

## Geschichte des Begriffs
Erst in der ersten Hälfte des 19. Jahrhunderts verdrängte das neuere Wort Kriegsschauplatz das ältere Wort Kriegstheater. Der Begriff theatrum belli („Kriegstheater“) wurde seit Ende des 17. Jahrhunderts und im Deutschen seit dem Ende des 18. Jahrhunderts benutzt, zunächst in der Form Kriegstheater. Entsprechende Bezeichnungen sind noch in vielen Sprachen gebräuchlich (engl. theater, frz. théâtre militaire, span. teatro de operaciones, poln. teatr działań wojennych).

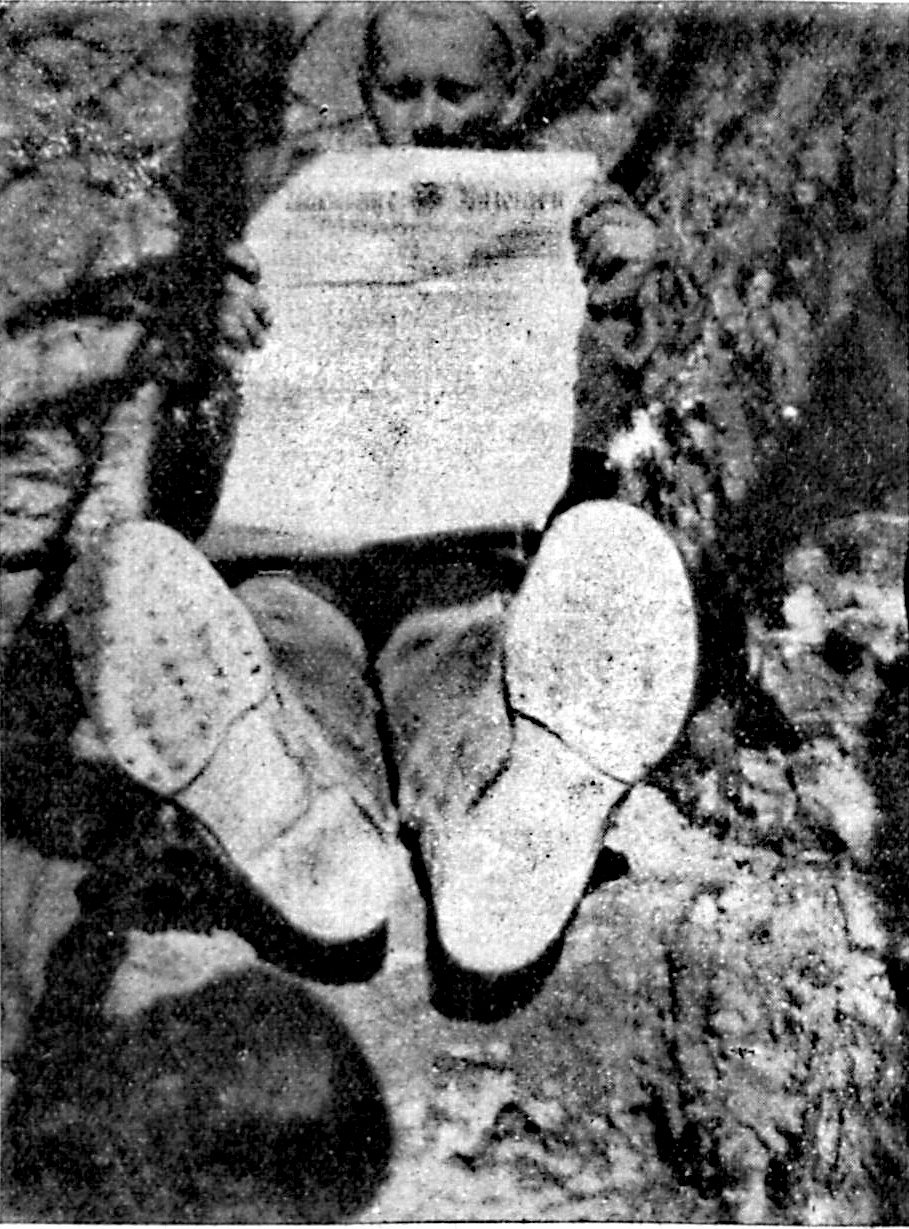
In den Lübeckischen Anzeigen veröffentlichtes Bild unter der Rubrik Aus dem Felde, 1917

Bekannt wurde der Begriff Kriegstheater vor allem durch Carl von Clausewitz, in dessen Buch Vom Kriege er eine zentrale Stellung einnimmt. Dort ist auch die erste Definition zu finden:

„Kriegstheater: Eigentlich denkt man sich darunter einen solchen Teil des ganzen Kriegsraumes, der gedeckte Seiten und dadurch eine gewisse Selbständigkeit hat. Diese Deckung kann in Festungen liegen, in großen Hindernissen der Gegend, auch in einer beträchtlichen Entfernung von dem übrigen Kriegsraum. – Ein solcher Teil ist kein bloßes Stück des Ganzen, sondern selbst ein kleines Ganze, welcher dadurch mehr oder weniger in dem Fall ist, daß die Veränderungen, welche sich auf dem übrigen Kriegsraum zutragen, keinen unmittelbaren, sondern nur einen mittelbaren Einfluß auf ihn haben. Wollte man hier ein genaues Merkmal, so könnte es nur die Möglichkeit sein, sich auf dem einen ein Vorgehen zu denken, während auf dem anderen zurückgegangen würde, eine Defension, während auf dem anderen offensiv verfahren würde. Diese Schärfe können wir nicht überall mitnehmen, sie soll bloß den eigentlichen Schwerpunkt andeuten.“

Die Notwendigkeit eines solchen Begriffes hatte sich ergeben, nachdem sich das Kriegsbild im Laufe der Neuzeit grundlegend gewandelt hatte. Wurden zu Beginn der Neuzeit, wie schon zuvor im Mittelalter, die Heere konzentriert gegen ein Ziel mit einem Zweck verwendet, hatte sich spätestens in den Schlesischen Kriegen die Notwendigkeit ergeben, Teile der Gesamtstreitmacht mit anderem Auftrag zu detachieren. Während Friedrich der Große mit seiner Hauptarmee im Süden oder Osten operierte, stand eine Observationsarmee im Westen, wodurch sich im Kriegsgebiet zwei Kriegsschauplätze befanden. Betrachtet man die britischen Operationen dieser Zeit, kommt man sogar auf vier Kriegsschauplätze: Mitteleuropa, Nordamerika, Indien, Karibik.
Freilich hatten auch schon die großen Mächte der Antike ihre Kriege auf mehreren Kriegsschauplätzen gleichzeitig geführt, so das Römische Reich im Zweiten Punischen Krieg, in dem römische Truppen zeitgleich in Spanien und Italien gegen Karthago kämpften. Die Notwendigkeit eines eigenen Begriffs scheint sich aber nicht ergeben zu haben. Erst in der Neuzeit erforderten die strategischen Realitäten ein angemessenes begriffliches Instrumentarium, um auch in der immer weiter zunehmenden theoretischen Durchdringung des Krieges die damit verbundenen Phänomene hinreichend präzise ansprechen zu können.